# ژانگ لین (شناگر)
ژانگ لین (به انگلیسی: Zhang Lin) (زادهٔ ۶ ژانویهٔ ۱۹۸۷) شناگر اهل چین است.